# W. Gary Ernst
Wallace Gary Ernst (* 14. Dezember 1931 in St. Louis (Missouri)) ist ein US-amerikanischer Geologe mit den Spezialgebieten Petrologie und Geochemie. Er ist der Benjamin M. Page Professor Emeritus der Fakultät für Geologie und Umweltwissenschaften der Stanford University.
Ernst legte 1953 seinen B.A. in Geologie am Carleton College ab, erwarb 1955 einen Grad als M.S. der Geologie an der University of Minnesota und 1959 den Ph.D. in Geochemie an der Johns Hopkins University.
Zwischen 1960 und 1989 war er Professor an der Fakultät für Erd- und Weltraumwissenschaften und am Institut für Geophysik und Physik der Planeten an der University of California, Los Angeles (UCLA). Dort hatte er den Vorsitz der geologischen Fakultät inne, ebenso den der Fakultät für Erd- und Weltraumwissenschaften und war Direktor des Instituts für Geophysik und Physik der Planeten. 1989 wurde er als Professor der Fakultät für Geologie und Umweltwissenschaften an die Stanford University berufen, und war dort Dekan des Lehrstuhls für Erdwissenschaften. 2004 ging er in den Ruhestand, blieb jedoch auf dem Feld der professionellen Geologie aktiv.
Ernst forschte auf dem Gebiet der Petrologie, der Geochemie und der plattentektonischen Zusammenhänge im Bereich der zirkumpazifischen und alpinen Gebirgsgürtel und beschäftigte sich mit Ultrahochdruck-Metamorphose in Eurasien. Darüber hinaus untersuchte er die Geologie der California Coast Ranges, der zentralen Klamath Mountains und der White-Inyo Range. Weitere Interessensgebiete sind geobotanische Untersuchungen und Fernerkundung im Gebiet der südwestlichen Vereinigten Staaten sowie die Zusammenhänge zwischen der Mineralogie und der menschliche Gesundheit.

## Ehrungen
1986 war er Präsident der Geological Society of America.
Ernst ist Mitglied der National Academy of Sciences seit 1975 und Treuhänder des Carnegie Institution of Washington seit 1990. Er ist Mitglied der American Academy of Arts and Sciences und der American Philosophical Society. Im Jahr 2004 erhielt er die Penrose-Medaille der Geological Society of America und 2006 die Roebling Medal der Mineralogical Society of America.